# Démocratie européenne (Chypre)
Pour les articles homonymes, voir Démocratie européenne.
La coalition Pour l'Europe (en grec : Για την Ευρώπη) à Chypre est devenue le 30 juin 2004 un nouveau parti politique dénommé Démocratie européenne (abrégé en grec en Euro Di ou Evro Di).

## Historique
Il a été fondé par Yiannakis Matsis notamment pour les élections au Parlement européen de 2004.
Yiannakis Matsis est un ancien (1993-1997) président du Democratic Rally (DISY) mais comme il n'était pas d'accord avec le soutien de son parti au plan Annan de réunification de Chypre, il s'est séparé de son ancien parti. Il a été rejoint par les députés Rikkos Erotokritou et Prodromos Prodromou qui venaient d'être expulsés du DISY pour la même opposition au plan Annan.
Cette coalition a obtenu 36 112 voix (10,8 %) et Matsis a été élu député européen avec une marge de juste 37 voix. Matsis a rejoint le groupe du parti populaire européen.
Le 13 décembre 2004, Démocratie européenne a élu ses leaders, lors de son congrès inaugural. Le député Prodromos Prodromou a été élu président du Bureau politique, le député Rikos Erotokritou a été élu vice-président et le député Christodoulos Taramountas vice-président adjoint.
Il compte 3 députés à la Chambre des représentants chypriote (ceux désignés ci-dessus) et un député européen.